# Выдра, Вацлав
Вацлав Выдра (чеш. Václav Vydra; 29 апреля 1876, Пльзень, Австро-Венгрия - 	7 апреля 1953, Прага) — чехословацкий актёр театра и кино, режиссёр, театральный деятель, писатель
-мемуарист и композитор. Лауреат Государственной премии Чехословакии (1924). Народный артист Чехословацкой Республики (1946).

## Биография
Сын военного музыканта. Учился в немецкой средней школе, которую увлёкшись театром, не закончил, дебютировал в 1893 году в театральной труппе, возглавляемой Е. Жольнером.
Играл на сценах различных передвижных коллективов. С 1907 по 1913 год — актёр Городского театра в Пльзене. Здесь сформировался, как художник-демократ и реалист. В каждом воплощённом им образе стремился выявить социальную сущность.
В 1913—1922 годах выступал в Городском театра на Виноградах в Праге, где показал себя мастером психологического анализа, его творчество было отмечено темпераментом, острой отточенной мыслью. В 1922 году перешёл в Национальный театр в Праге и занял в нём ведущее положение, став преемником актёра Э. Вояна. Работал там также в качестве режиссёра. Помимо актёрской деятельности в 1920—1930-е годы занимался режиссурой.
С 1914 до 1954 года снимался в кино. Принял участие в более чем 30 фильмах, в том числе немых.
В 1943—1949 годах — художественный руководитель Национального театра в Праге. С 1949 года занимал должность интенданта государственных театров. Член Коммунистической партии Чехословакии.
Автор книги «Прошу слова» и «Мои путешествия в жизни и искусстве», в которых подвёл итог своей многолетней работы в театре, охарактеризовал многих современных ему актёров и режиссёров, высказал мысли об актёрском и режиссёрском искусстве, о театре в целом.
Отец актёра и режиссёра Вацлава Выдры (1902—1979).
Похоронен на Вышеградском кладбище.

## Избранные роли

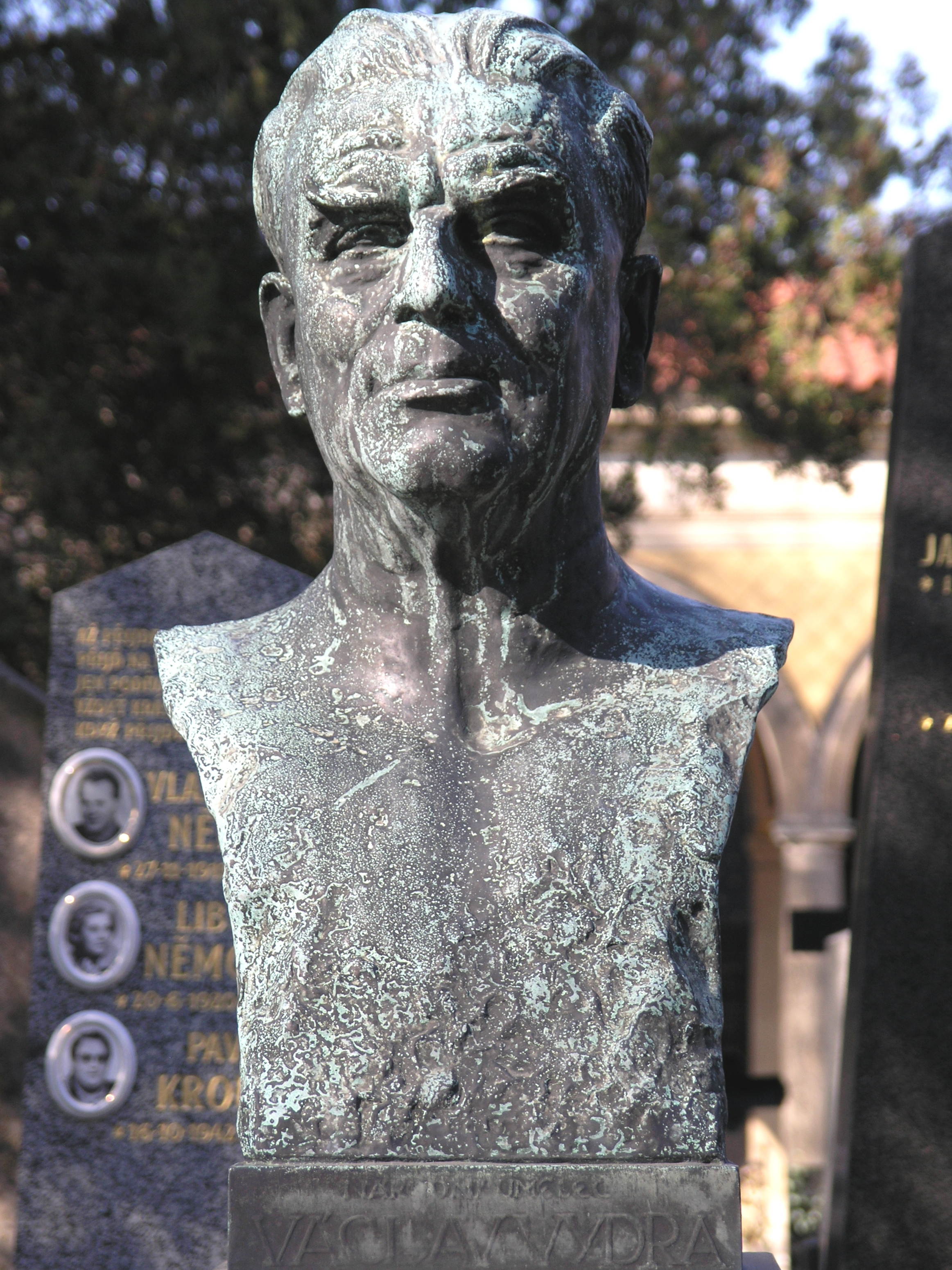
Бюст В. Выдры на Вышеградском кладбище

- Ирка («Чех и немец» Штепанека, 1907),
- Мельник Вавра («Мариша» бр. А. и В. Мрштик, 1910),
- Сольнес («Строитель Сольнес» Ибсена, 1908),
- Вальтер Фюрст («Вильгельм Телль» Шиллера, 1909),
- Глостер («Король Лир» Шекспира, 1907),
- Пётр («Власть тьмы» Л. Толстого, 1912).
- Отелло (Шекспира, 1922);
- Дон Жуан (Мольера, 1917),
- Зигмунд («Гуситы» Дворжака, 1919),
- Консул («Зори» Э. Верхарна, 1920),
- Робеспьер («Смерть Дантона» Г. Бюхнера, 1921),
- Кречинский («Свадьба Кречинского» А. Сухово-Кобылина, 1921).
- Геро, Войнар («Геро», 1924, «Войнарка», 1926, А. Ирасека),
- Тантал («Смерть Тантала» Я. Врхлицкого, 1925),
- Ян Амос Коменский («Белая гора» Дворжака, 1924),
- Филипп Дубский («Наши гордецы» Л. Строупежницкого, 1938),
- Адам Творец и Альквист («Адам Творец» К. Чапека, 1927),
- барон Крюч («Белая болезнь» К. Чапека, 1937),
- Валента («Дочь поджигателя» Й. Тыла, 1939),
- Фамусов («Горе от ума» Грибоедова, 1935);
- Муромский и Варравин («Свадьба Кречинского», 1940, и «Дело», 1934, А. Сухово-Кобылина),
- Курослепов («Горячее сердце», 1925),
- Рогожин («Идиот» по Достоевскому, 1928),
- Берест («Платон Кречет» А. Корнейчука, 1936),
- Егор Булычов («Егор Булычов и другие» М. Горького, 1946);
- король Лир, Юлий Цезарь (Шекспира, 1936),
- Просперо («Буря» Шекспира, 1937),

## Награды
- Государственная премия (1924)
- Первый актёр, удостоенным звания народного артиста Чехословацкой Республики (1946)
- Почётный член Национального театра (Прага) (1946)